# Оранжериен дворец (Потсдам)
Оранжерийният дворец (на немски: Orangerieschloss), наричан още Новата оранжерия, е музеен дворец в Потсдам, Германия.
Построен е в периода 1851 – 1864 г. по заръка на Фридрих Вилхелм IV в неговия резидентен град Потсдам на възвишението Борнщед, в северния край на парка Сансуси. На база собствените архитектурни скици на краля, архитектите Фридрих Август Щюлер и Лудвиг Фердинанд Хесе създават проекти за сграда в стила на италианския Ренесанс. В двореца се помещават зала с картини, копия на произведения на ренесансовия художник Рафаело, някогашните апартаменти за гости и апартаменти на прислужници, някои от които са отворени за посещения с музейни цели, както и зали за презимуване на екзотичните растения от парка Сансуси. Оранжерийният дворец се управлява от държавната „Фондация Пруски дворци и градини Берлин-Бранденбург“ и от 1990 г. е част от световното културно и природно наследство под закрилата на ЮНЕСКО.
- Дворецът на дължина
- Гледка от покрива
- 360° панорамна гледка от върха на двореца, 2019 г.
- Галерия на една от кулите
- Вътрешен изглед на западната зала за растения
- 360° гледка на залата с картини-копия на Рафаел
- Стаята „Лапис лазули“
- Стаята „Лапис лазули“
- Стаята „Лапис лазули“
- Стаята „Малахит“
- Стаята на Бул (художник)
- Стаята „Слонова кост“
- „Залата на Рафаелo“